# Carver One

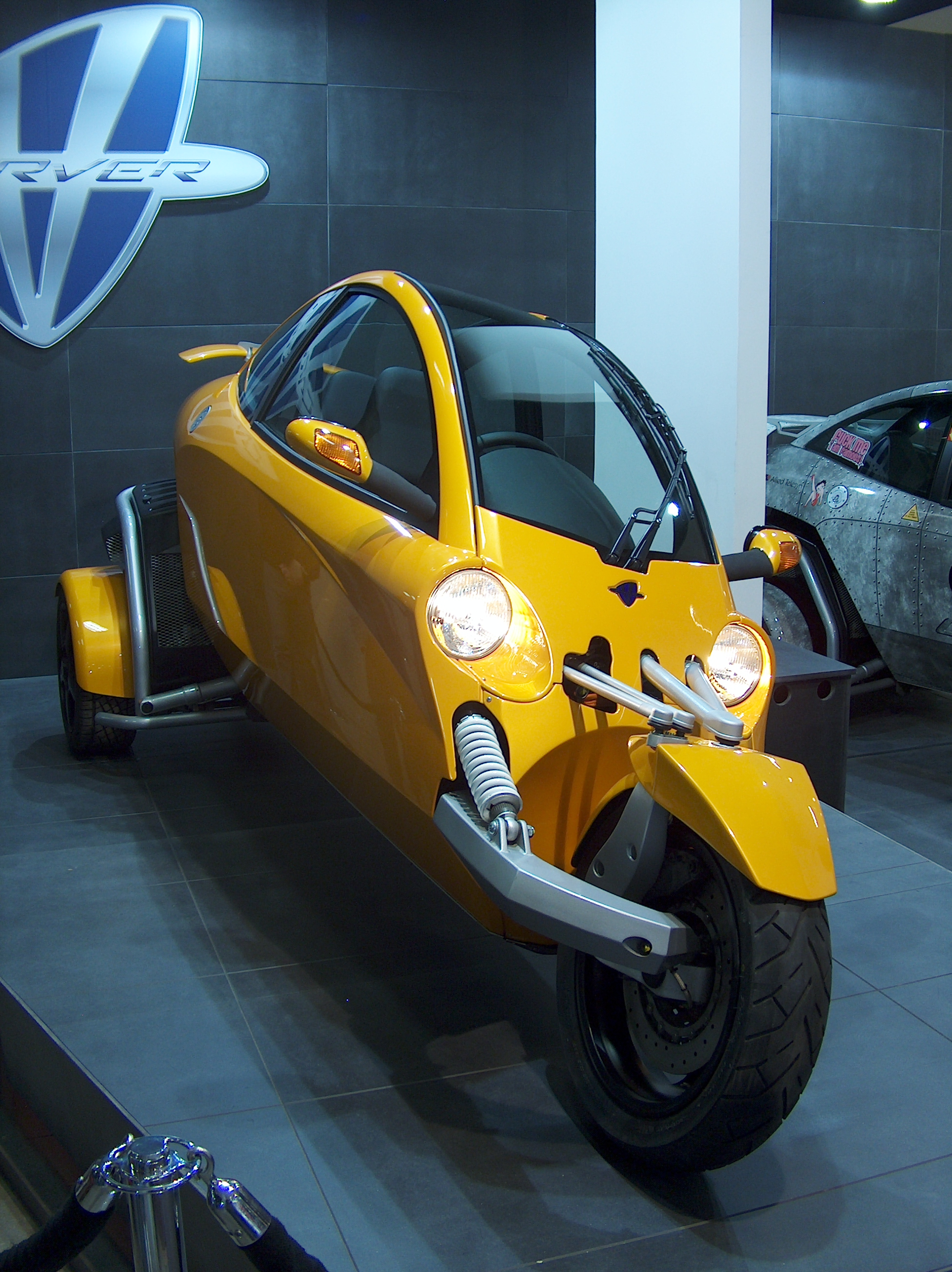
Carver One

Der Carver One ist ein dreirädriges Fahrzeug, das von den niederländischen Herstellern Carver/Vandenbrink B.V. entwickelt und produziert wurde und später von der 2Drive Deutschland GmbH & Co KG weitergebaut wurde. Letztere stellte den Geschäftsbetrieb zum 31. Dezember 2016 ein.

## Beschreibung
Das Fahrzeug ist ein Zweisitzer; der Beifahrer sitzt hinter dem Fahrer. Es ist 3,40 m lang, 1,4 m hoch und 1,3 m breit und wiegt leer 670 kg. Der Carver wird durch einen Daihatsu-16V-Vierzylinder-Motor mit 659 cm³ und 50 kW angetrieben und erreicht nach Herstellerangaben eine Höchstgeschwindigkeit von 170 km/h. 
Die Zeitdauer für die Beschleunigung auf 100 km/h ist mit 8,2 Sekunden angegeben.
Das Besondere an diesem Fahrzeug ist – neben der Sitzanordnung – die Neigetechnik: Bei Kurvenfahrten neigt sich die Fahrgastzelle hydraulisch in Abhängigkeit von Geschwindigkeit und Kurvenradius in die Kurve, was eine höhere Kurvengeschwindigkeit erlauben soll. Unterstützt wird dies auch durch die aktive Hinterradlenkung. Der Neigungswinkel beträgt dabei bis zu 45°.
Der Carver One kann in Europa mit einem gewöhnlichen Autoführerschein gefahren werden. Maßgeblich ist in diesem Zusammenhang die niederländische Homologation, die zu einer europaweiten Zulassung führte. Um den Carver One in einem beliebigen EU-Mitgliedsland zuzulassen, ist ein sogenanntes COC-Papier, eine Konformitätsbescheinigung, notwendig, welches die Homologation des Carver bestätigt. In Ländern außerhalb der EU kann es zu abweichenden Regelungen kommen. Der Carver One wird innerhalb der EU in der Regel wie ein Motorrad oder als Trike (Dreirad) besteuert.
Die Neigetechnik wird durch das sogenannte „Dynamic Vehicle Control“-System gesteuert. Laut Aussagen der Erfinder Carver Engineering BV ermöglicht die DVC-Technik Fahrstabilität in nahezu allen Situationen. Bedingt durch die fehlenden Querkräfte ist das Fahrgefühl gleichzusetzen mit dem Fahren eines Motorrades oder dem Fliegen eines Flugzeugs, ohne auf den Komfort eines Autos verzichten zu müssen. Im Laufe der Fahrzeugentwicklung wurde die DVC-Technik auch an Dritte lizenziert, darunter die kalifornische Firma Persu Mobility im Zusammenhang mit dem Fahrzeug Persu Hybrid. Laut Aussagen des Insolvenzverwalters E. R. Butin Bik war diese Lizenz jedoch zeitlich begrenzt und ist mittlerweile erloschen.
Anfangs wurde der Carver im heimischen Firmensitz ’s-Gravendeel in der Nähe von Rotterdam von Hand gefertigt. Das erste Serienfahrzeug mit der Bezeichnung Carver One (geplant: 500 Autos/Jahr) wurde vom englischen Hersteller Prodrive im Auftrag der Carver Europe BV gefertigt. Nach nicht näher bekannten Streitigkeiten zwischen dem niederländischen Hersteller Carver Europe BV und Prodrive wurde die Montage jedoch zur Firma ACÜ nach Überherrn (Deutschland) verlagert.
Mitte 2009, infolge von Lieferschwierigkeiten und ausbleibenden Bestellungen aufgrund des laut Meinung vieler Beobachter überhöhten Produktpreises von zuletzt 59.000 EUR (Basis), berichtet das „Fly the Road Club Forum“ von gesperrten Bankkonten aufgrund der Zahlungsunfähigkeit der Firma Carver Europe BV. Wenige Monate später wurde dann offiziell bekannt, dass Carver Europe sich in der Insolvenz befindet. Presseberichten zufolge sollen sich Teile des DVC-Patents noch in den Händen der Carver Engineering befinden, und somit nicht von der Insolvenz betroffen sein. Laut Aussagen des Insolvenzverwalters E. R. Butin Bik trifft dies jedoch nicht zu. Alle Patente und Rechte des Carver One stehen also vermutlich infolge der Insolvenz von Carver Europe BV zum Verkauf.
Derzeit befinden sich weltweit ca. 200 Fahrzeuge in der Hand von Enthusiasten. Darunter auch Eventagenturen und Werbefirmen. 
Ab August 2011 stand der Carver One wieder als Neufahrzeug zur Verfügung. Die Produktion wurde in Handarbeit auf Bestellung (Build to Order) durch die 2Drive Deutschland GmbH & Co KG durchgeführt. Dadurch ist auch die Versorgung mit Original-Ersatzteilen sowie Reparaturen und Service für die unter der Regie der niederländischen Carver-Gruppe produzierten Fahrzeuge gesichert. Am 31. Dezember 2016 wurde der Geschäftsbetrieb eingestellt.

## Rezeption
Jeremy Clarkson sagt 2003 in BBC's Top Gear Programm:

“I have to say, absolutely hand on heart, that I’ve never had so much fun in a car, really and truthfully, and I don’t think I’d ever tire of it.”

„Ich muss sagen, Hand auf’s Herz, ich habe noch nie so viel Spass in einem Auto gehabt, wirklich und wahrhaftig, und ich glaube nicht, daß mir das jemals langweilig wird.“